# Distretto di Tisco
Il distretto di Tisco è uno dei venti distretti della provincia di Caylloma, in Perù. Si trova nella regione di Arequipa e si estende su una superficie di 1.445,02 chilometri quadrati.

Ha per capitale la città di Tisco e contava 2.249 abitanti al censimento 2005.